# Бабувизм
Бабуви́зм (фр. Babouvisme) — политическое учение, построенное на основе идей утопического социализма и, в первую очередь, идеи полного социального равенства всех людей. Возникло в конце XVIII века в революционной Франции и было названо в честь французского революционера Гракха Бабёфа. Часто характеризуется как предшественник научного коммунизма.
Особая система политической организации, пропагандируемая Бабёфом и его приверженцами — бабувистами, была подробно представлена в сочинении «Заговор во имя равенства», автором которого стал друг и сподвижник Бабёфа Филиппо Буонарроти. Не содержавшая никаких принципиально новых идей, эта работа, впервые опубликованная в 1820 году в Брюсселе, включала в себя изложение практических способов осуществления коммунистических идей Мора, Кампанеллы, Мабли и — в особенности — Морелли.

## Идеология
Идеалом будущего общественного порядка бабувисты считали коммунизм, который, однако, рассматривался ими в упрощённой, уравнительной форме. Путь к преобразованиям, как полагали приверженцы бабувизма, лежал через восстание бедноты по инициативе и под руководством тайной заговорщической организации — революционного комитета. Важной идеей, выдвинутой бабувистами, была необходимость дополнения политической революции революцией социальной — только в этом случае, по их мнению, трудящиеся могли добиться осуществления своих намерений. Бабувисты также выступали против частной собственности. Так, Пьер Сильвен Марешаль — автор бабувистского манифеста «Catéchisme des athées» — писал: «Нет больше частной собственности на землю! Мы требуем общего потребления принадлежащих всем плодов земных…».
После казни Бабёфа и Огюстена Александра Дарте в 1797 году бабувисты продолжали политическую и общественную деятельность совместно с левыми якобинцами. Возрождение бабувизма произошло после выхода книги Буонарроти «Заговор во имя равенства» и возвращения её автора из эмиграции в Париж после Июльской революции 1830 года. Окончательно бабувизм исчерпал себя и перестал существовать как самостоятельное течение в 1840-х годах, с распространением идей Луи Огюста Бланки, унаследовавшего ряд идей Бабёфа и Буонарроти.

## Известные представители
- Пьер Антуан Антонелль (1747—1817)
- Гракх Бабёф (1760—1797)
- Филиппо Буонарроти (1761—1837)
- Августин Александр Дарте (1769—1797)
- Софи Жермен (1776—1831)
- Феликс Лепелетье[фр.] (1767—1837)
- Пьер Сильвен Марешаль (1750—1803)